# Église d'Aïn Draham
L’église d'Aïn Draham, située dans la ville d’Aïn Draham en Tunisie, est une église catholique construite en 1931 à l’époque du protectorat français. Cédée au gouvernement tunisien en 1964, elle abrite depuis 2014 le centre culturel Abou el Kacem Chebbi.

## Premiers édifices
L’installation d’un camp militaire dès 1881 à Aïn Draham, au cœur du massif de la Kroumirie peuplé de tribus turbulentes, est à l’origine de la création du village rapidement peuplé de commerçants. En ces temps où les prêtres sont encore très rares dans l’intérieur du pays, la présence d’aumôniers militaires explique la création de la paroisse dès 1883.
Les premiers offices célébrés par un frère capucin se tiennent dans une baraque du camp militaire mise à disposition pour le culte catholique. Dans cette région très pluvieuse, le chemin boueux entre le village et le camp tout comme les commentaires des soldats n’incitent pas les fidèles à venir assister à la messe. En 1887, l’assistance aux offices se limite à quatre ou cinq officiers et deux ou trois villageoises. Les conditions de vie sont très difficiles pour l’aumônier qui doit également desservir le village de Tabarka à 30 kilomètres de là, qu’il doit parfois rejoindre à pied sur des pistes de montagne.
Les difficultés d’accès au camp ainsi que la mauvaise volonté de certains officiers persuadent les paroissiens qu’il faut trouver un autre lieu de culte dans le village. En 1900, faute de ressources, on envisage de rénover une ancienne baraque de justice de paix mais son état délabré fait abandonner le projet.

## Historique de l’église pendant le protectorat
En 1906, un terrain est vendu par la direction de l’agriculture à l’archevêché de Carthage pour y construire l’église que tout le monde attend. Mais le site retenu ne répond pas aux attentes du prêtre, l’abbé Frère. L’endroit est éloigné et difficile d’accès. Il propose d’échanger ce terrain contre un autre situé à l’entrée sud du village, près du lieu appelé Chabet Soffrah et qui a l’avantage de dominer la ville. Il obtient gain de cause pour un prix de vente d'un franc le m2.
Pour trouver l’argent nécessaire à la construction de l’édifice, un comité se crée en 1913 à l’initiative de villageoises décidées à organiser des kermesses pour récupérer des fonds. Elles parviennent à collecter la somme considérable de 80 000 francs mais le déclenchement de la Première Guerre mondiale empêche toute mise en chantier. La dévaluation de la monnaie à la fin du conflit met fin aux espoirs d’une construction rapide et il faut relancer la collecte de fonds.
Ce n’est que le 31 mars 1931 qu’un contrat peut être signé avec un entrepreneur du nom de Dallard pour construire l’édifice d’après les plans de l’architecte Raymond. Comme la plupart des églises de Tunisie, c’est un édifice de style néo-roman composé d’une nef unique sans transept et coiffé d’un clocher de forme octogonale.
Si le village ne compte que 250 chrétiens au moment de la construction de l’église, sa population augmente rapidement grâce aux colonies de vacances et aux villas construites par des estivants attirés par la fraîcheur du lieu en été.
|      | Baptêmes | Mariages | Sépultures |
| ---- | -------- | -------- | ---------- |
| 1900 | 26       | 3        | 10         |
| 1910 | 11       | 0        | 4          |
| 1920 | 6        | 5        | 5          |
| 1930 | 3        | 1        | 1          |
| 1940 | 10       | 4        | 7          |
| 1950 | 25       | 2        | 1          |
| 1960 | 0        | 0        | 1          |

## Après l’indépendance
L’indépendance de la Tunisie en 1956 provoque le départ de la plupart des Européens. L’église est finalement fermée à l’occasion du modus vivendi signé entre le gouvernement tunisien et le Vatican le 10 juillet 1964. Le bâtiment est cédé gratuitement avec l’assurance qu’il ne sera utilisé qu’à des fins d’intérêt public compatibles avec son ancienne destination.
Après avoir été laissée à l’abandon pendant plusieurs années, elle est restaurée en 2014 dans le cadre du projet MaTerrE : marketing territorial pour l'emploi avec le concours de la région Émilie-Romagne. Elle abrite désormais le centre culturel Abou el Kacem Chebbi.

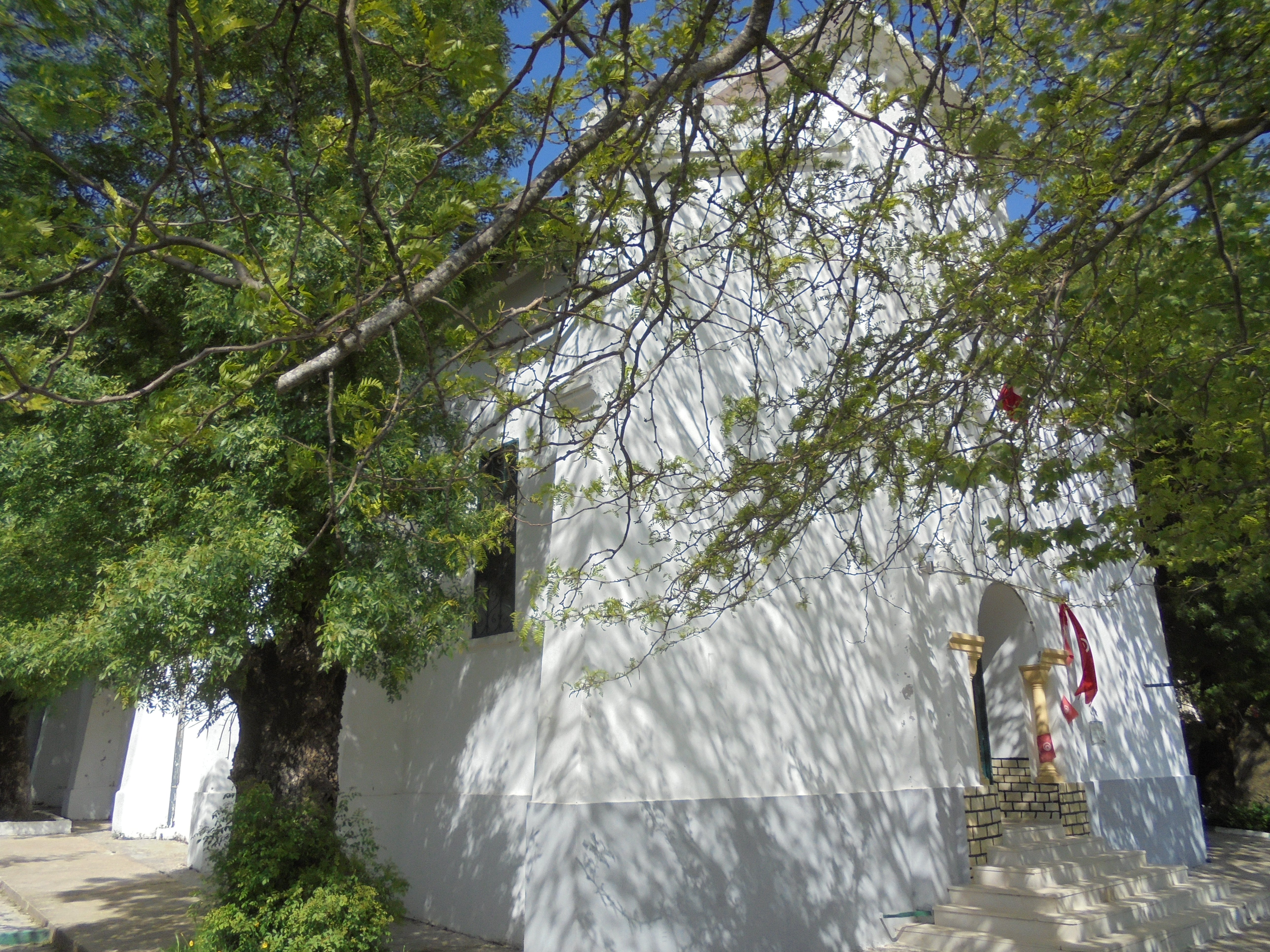
Façade sud-ouest.
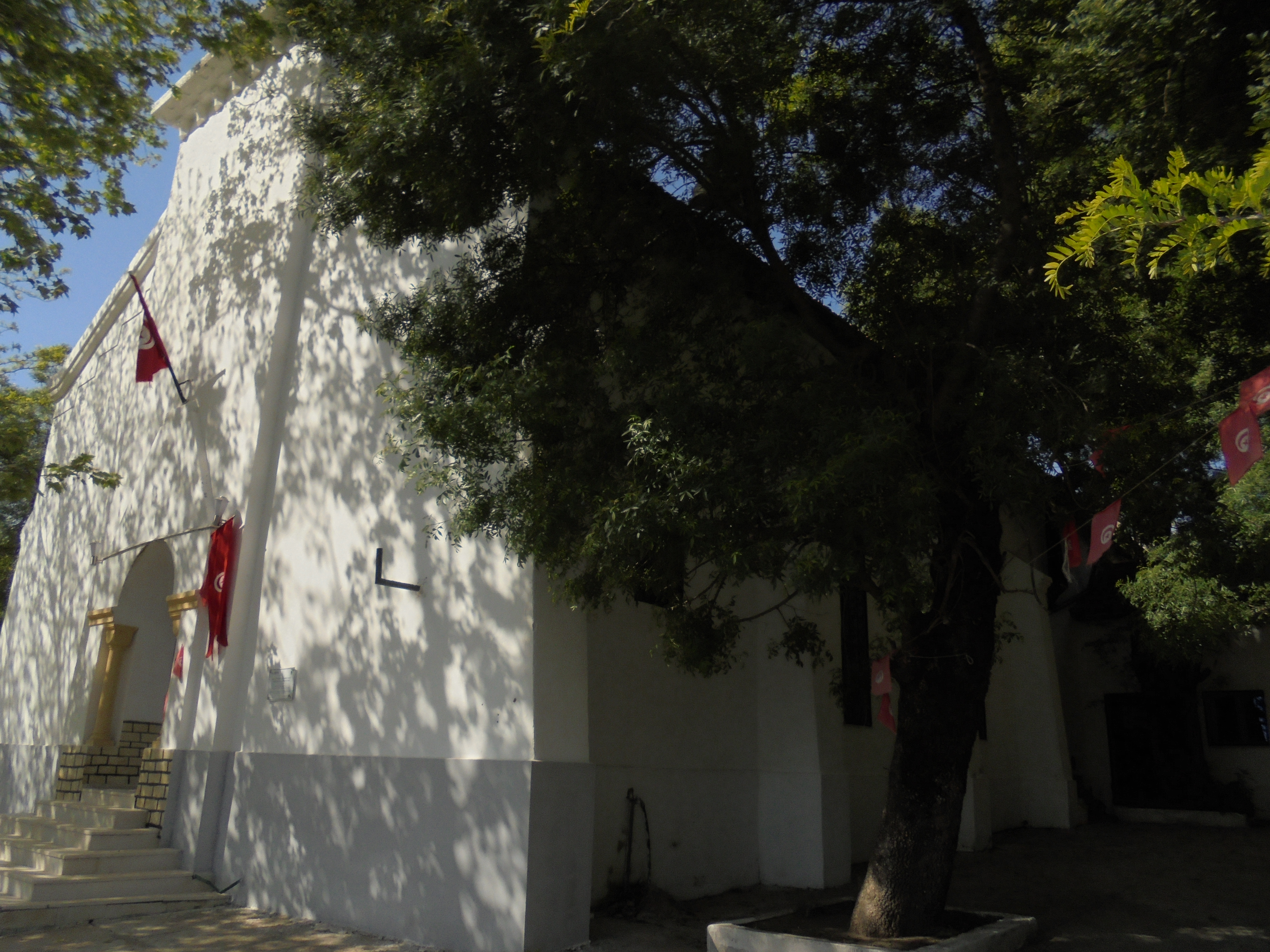
Façade sud-est.
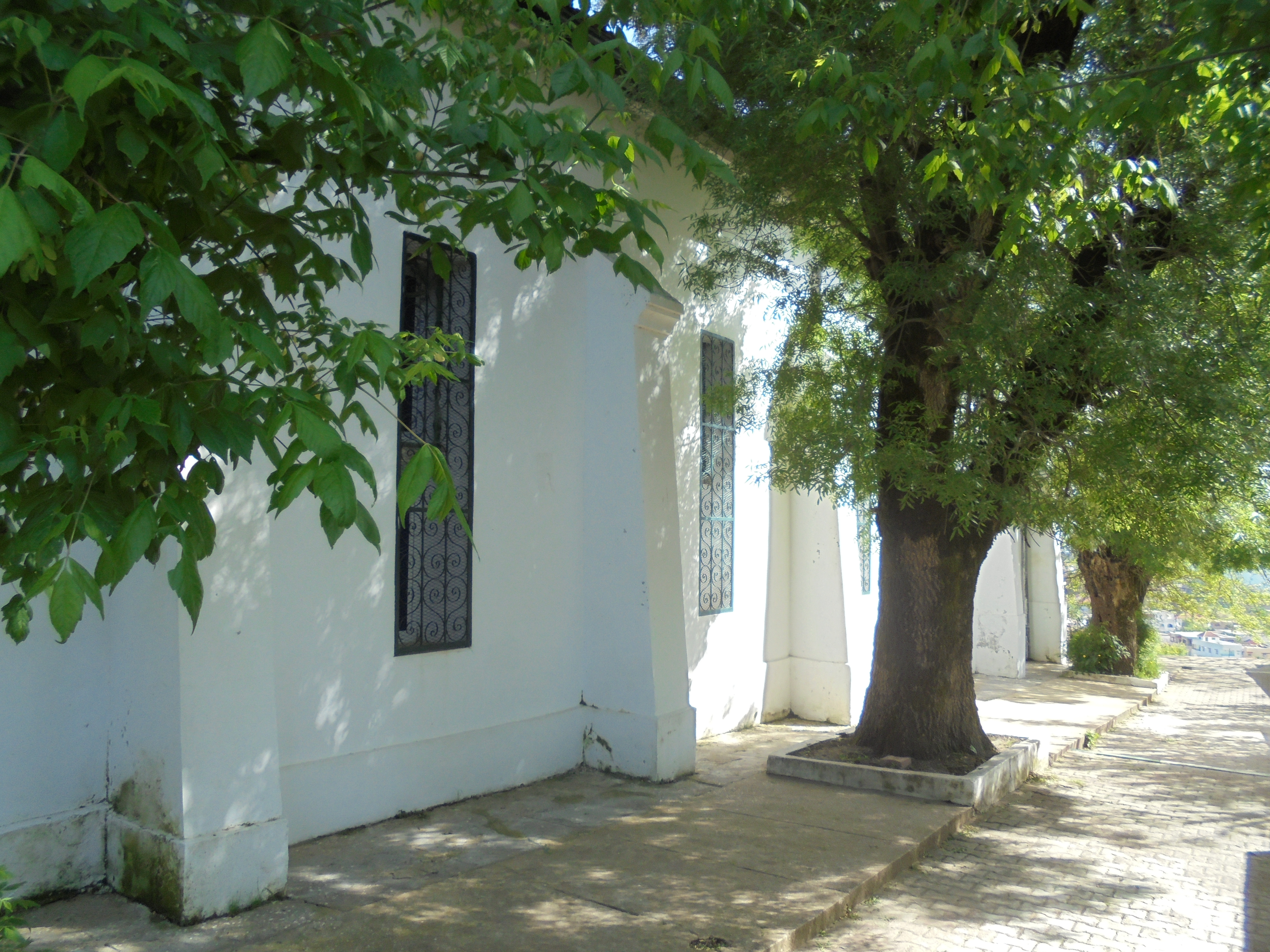
Façade nord-ouest.
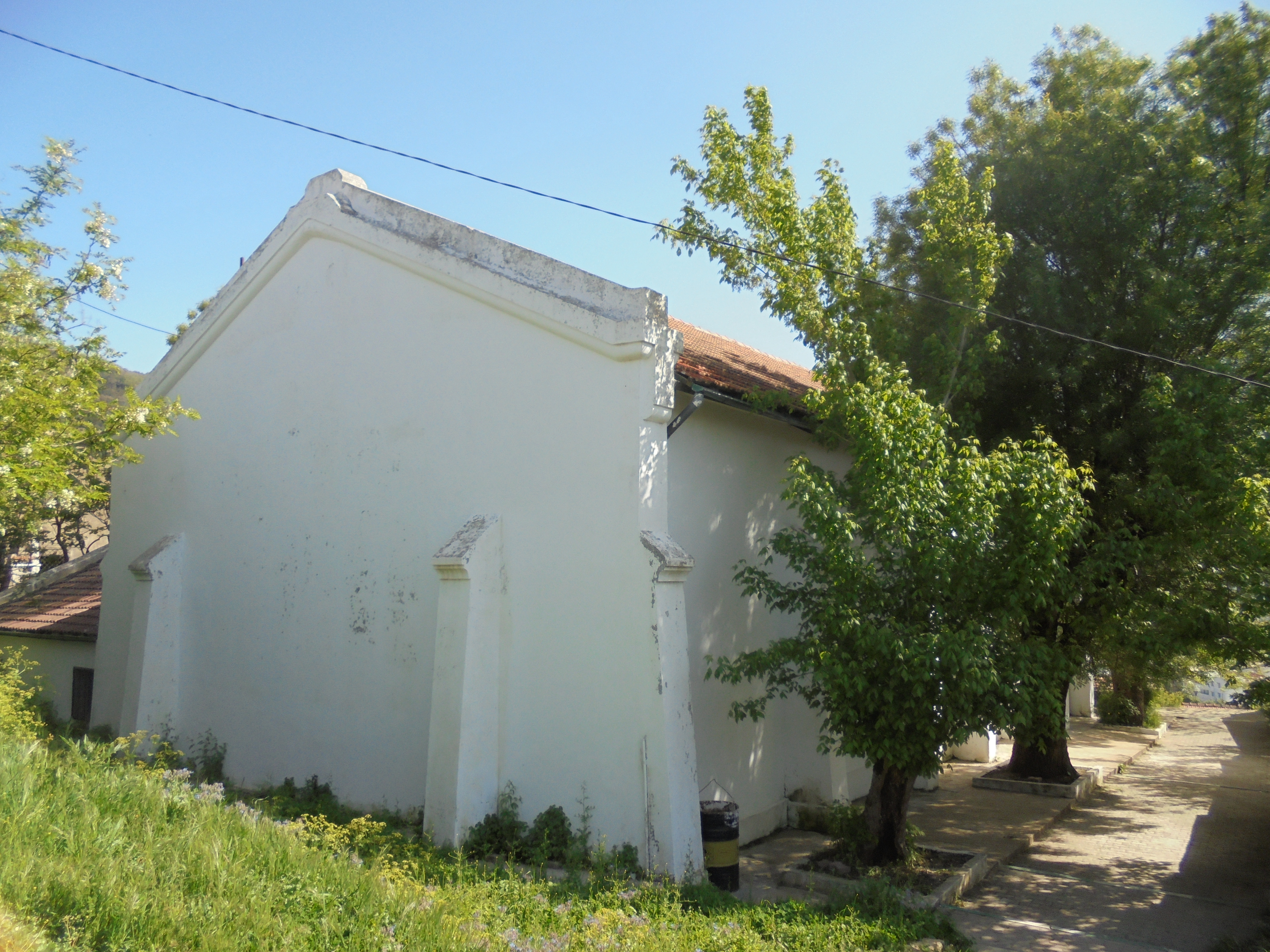
Façade nord-est.
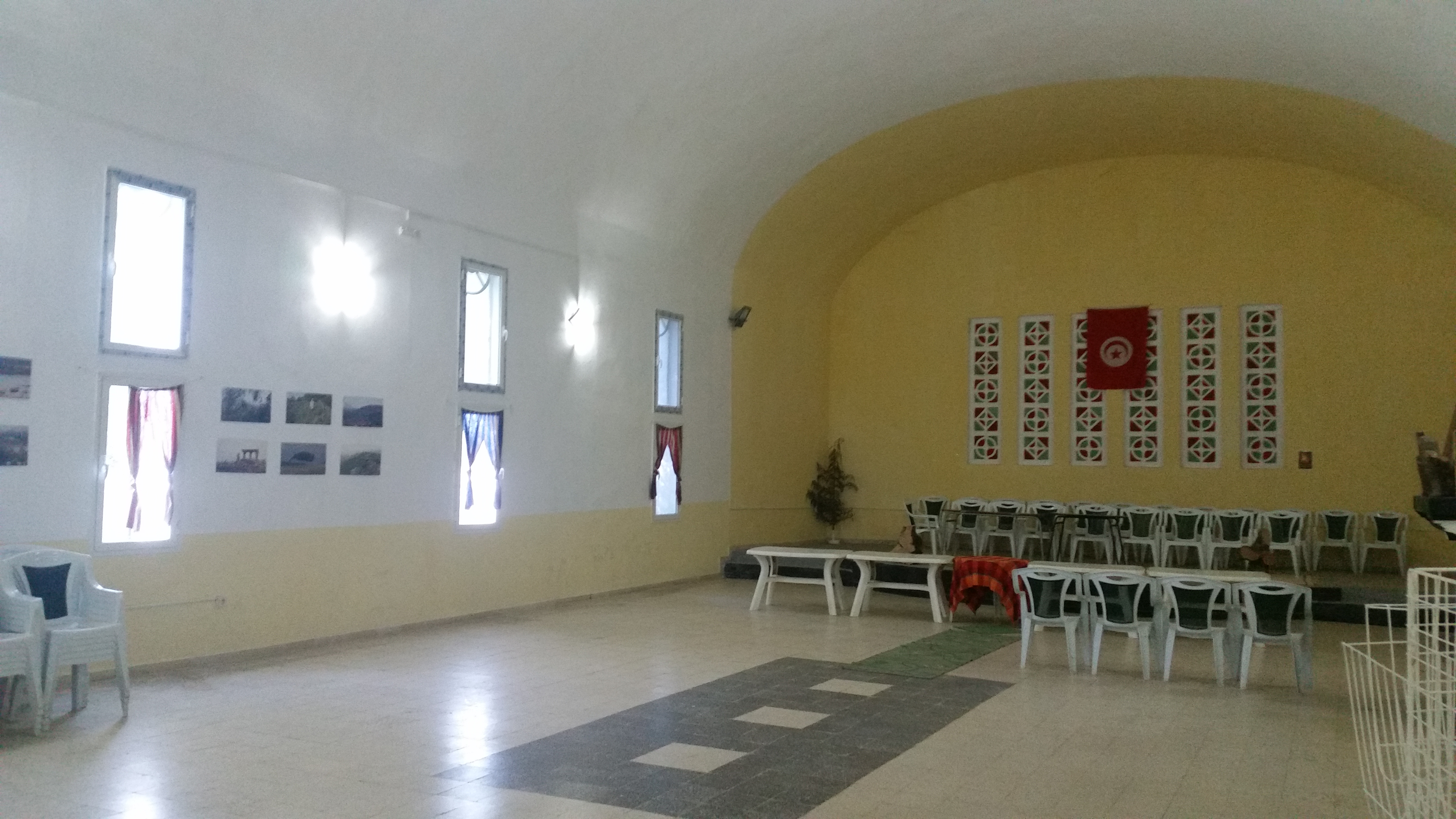
Intérieur côté autel.
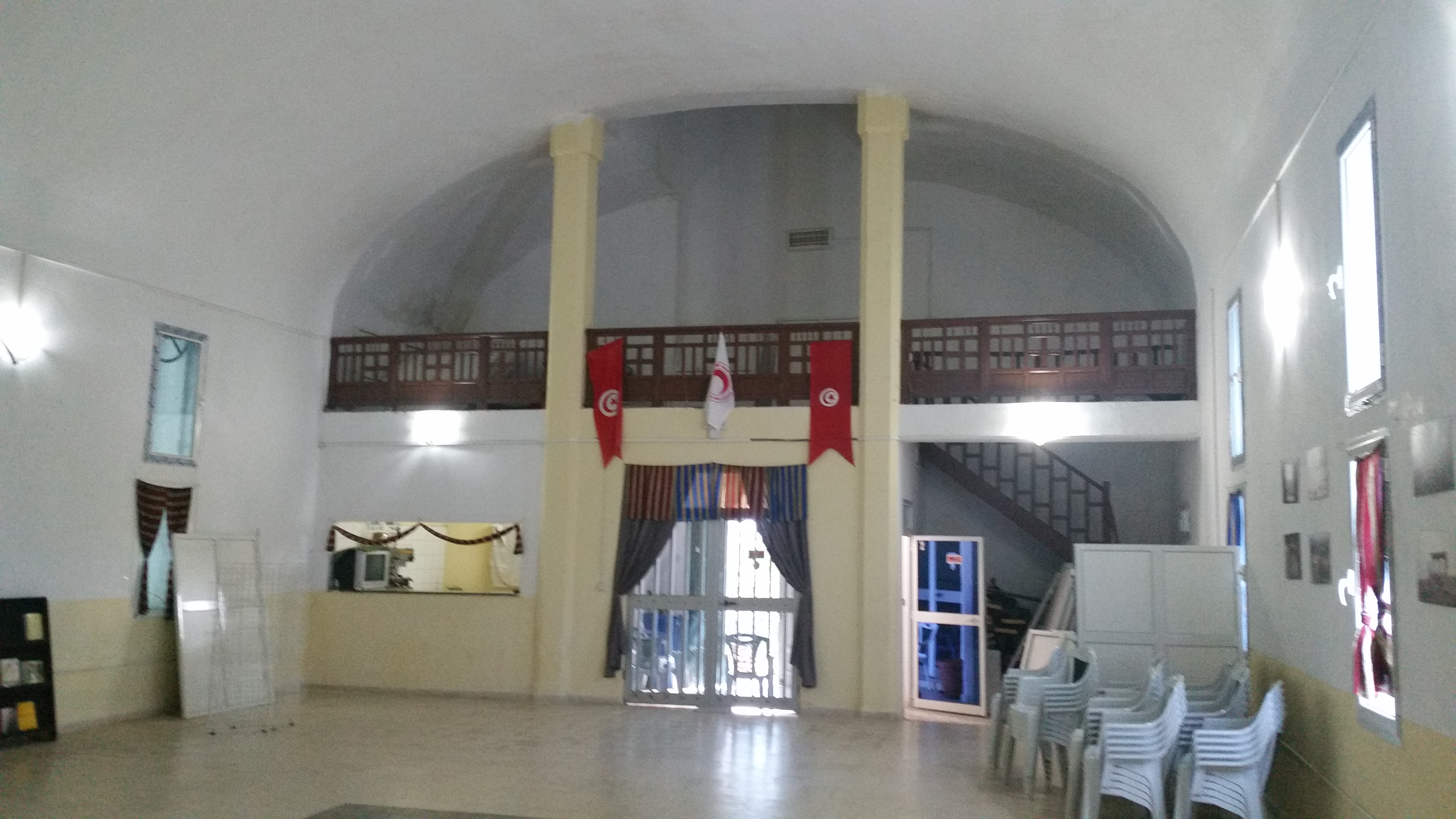
Intérieur côté tribune.

## Prélats responsables de la paroisse
- Frère Patrice (1883-1886) ;
- Abbé Coste (1886-1887) ;
- Abbé Pierregrosse (1887-1890) ;
- Abbé Neu (1890-1892) ;
- Père Hamar et Père Van der Burgt (1892-1893) ;
- Père Sébastien(1893-1895) ;
- Abbé Andrieux (1895-1900) ;
- Abbé Frère (1900-1927) ;
- Abbé Vrithof (?-1956) ;
- Abbé Glorieux (1956-1964).